# Ґостомія (Західнопоморське воєводство)
Ґостомія (пол. Gostomia) — село в Польщі, у гміні Валч Валецького повіту Західнопоморського воєводства.
Населення — 530 осіб (2011).
У 1975-1998 роках село належало до Пільського воєводства.

## Демографія
Демографічна структура станом на 31 березня 2011 року:
|          | Загалом | Допрацездатний вік | Працездатний вік | Постпрацездатний вік |
| -------- | ------- | ------------------ | ---------------- | -------------------- |
| Чоловіки | 259     | 56                 | 187              | 16                   |
| Жінки    | 271     | 57                 | 164              | 50                   |
| Разом    | 530     | 113                | 351              | 66                   |